# Kejsare
Kejsare är titeln på den manliga monarken i vissa monarkier, som därför brukar kallas kejsardömen; den kvinnliga motsvarigheten heter kejsarinna, en titel som också bärs av en kejsares hustru. En kejsare anses ha högre rang än en konung, även om denna skillnad i våra dagar inte har någon praktisk betydelse. I Europa har titeln framför allt använts för monarkier som hävdar ett arv från Romerska riket.
Olika kejsare listas nedan under sina respektive riken.

## Historik

### Rom

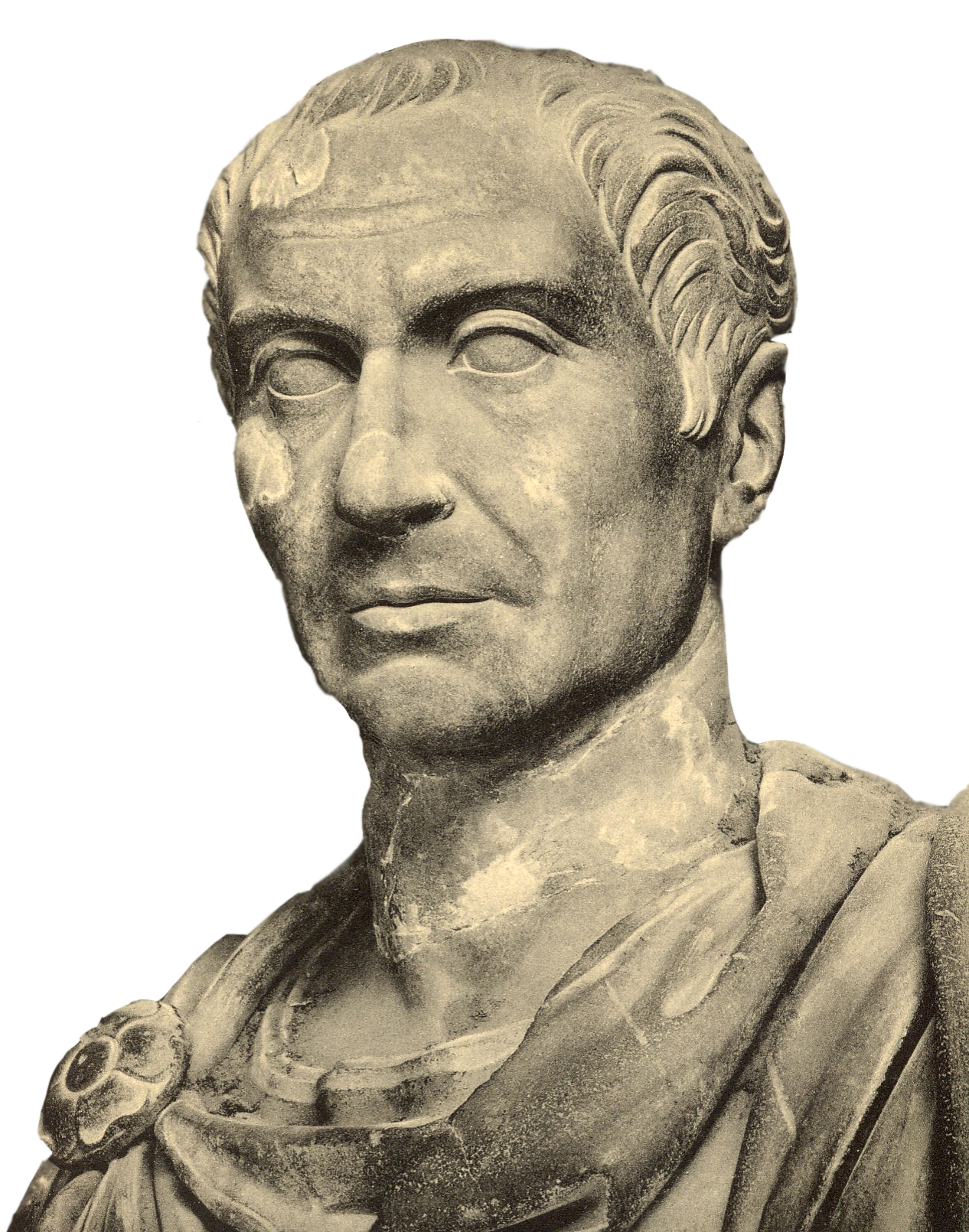
Julius Caesar

Ordet kejsare kommer av det romerska familjenamnet Caesar och dess mest kände bärare, den romerske diktatorn Gaius Julius Caesar (mördad 44 f.Kr.). Efterföljande kejsare av det romerska riket tog namnet som sin titel för att legitimera sin ställning med ett slags fiktiv adoption. I klassiskt latin uttalades namnet "kajsar", medan uttalet i modernt latin har förändrats till "sesar" och det är det klassiska uttalet som gett oss det tyska ordet Kaiser och därifrån det svenska kejsare. Det ryska ordet för kejsare, tsar, är även det en uttalsvariant av namnet Caesar. Engelskans emperor kommer däremot av det franska empereur, vilket stammar ur den romerska titeln imperator. Det var den romerske ledarens titel och betyder befälhavare (innehavare av imperium).

#### Västrom och Tysk-romerska riket
Efter Romarrikets delning 395 och Västroms fall, kom avståndet mellan kejsarna i Konstantinopel att bli allt större. Påvarna fick flera gånger inleda nära förbindelser med de germanska stammar som för tillfället kontrollerade området. De bysantinska kejsarna kröntes i allmänhet inte längre av påven utan av patriarken i Konstantinopel. Även om ingen formell brytning hade skett, var relationen mellan påven och den bysantinske kejsaren inte den bästa i slutet av 700-talet. Påven befann sig under den här tiden i en trängd situation, och valde då att erbjuda kejsarkronan till Karl den store, i utbyte mot land i mellersta Italien så att Kyrkostaten kunde upprättas. Påven krönte Pippins son Karl den store till kejsare år 800 vilket blev ett tecken på påvedömets och frankerrikets allians. 
Karl den store var den förste kejsaren i Västeuropa sedan det västromerska rikets fall, och formellt sett var han inte kejsare av frankerriket utan kröntes som romersk kejsare.

### Östromerska riket och Ryssland

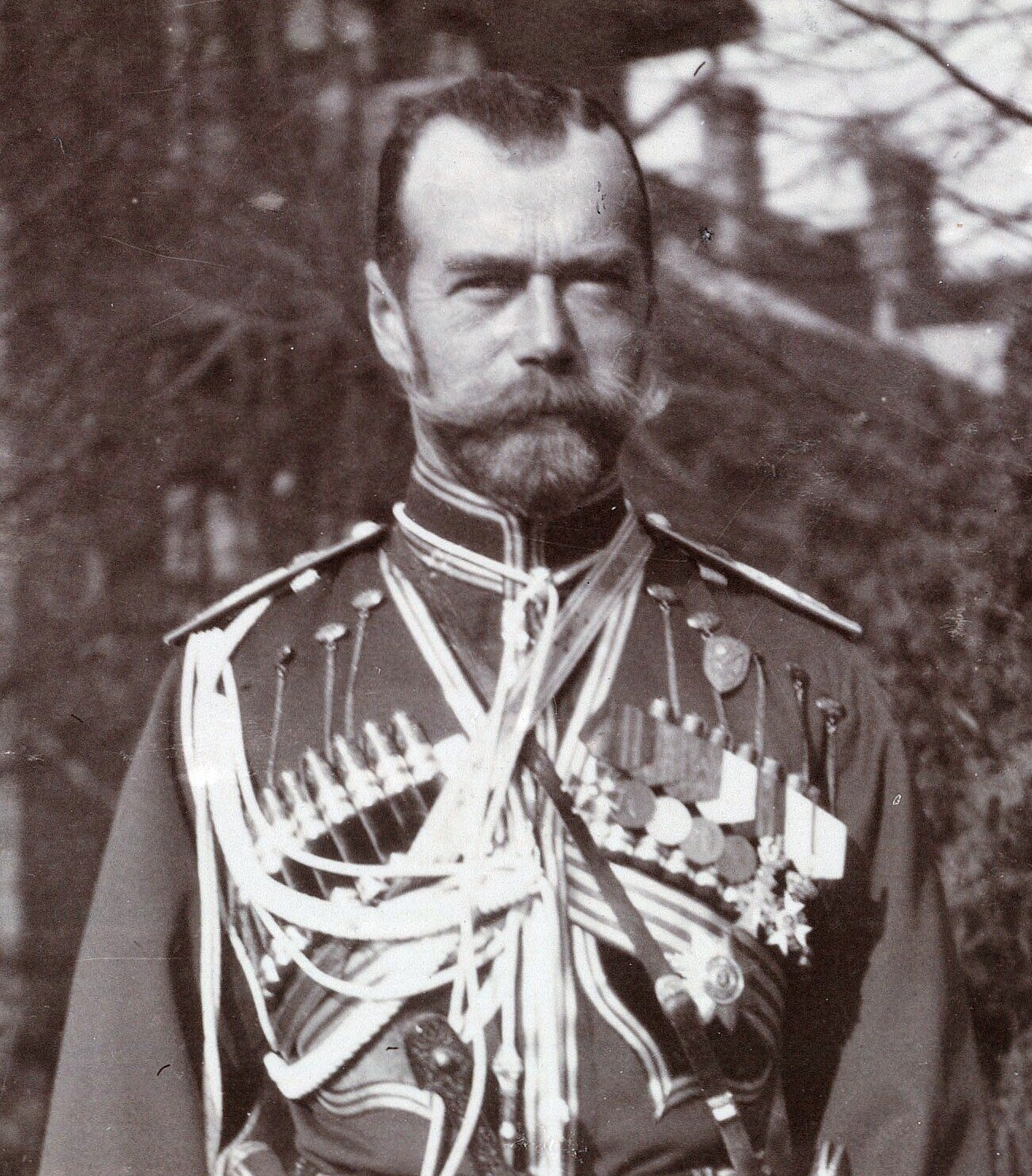
Nikolaj II, Rysslands siste tsar, landets kejserliga titel.

I det Östromerska riket kom dock patriarken att fortsätta utse kejsare fram till Konstantinopels fall 1453. Furstar i slaviska ortodoxa riken har kallat sig tsar sedan åtminstone Peter I av Bulgarien på 900-talet och i Ryssland sedan Ivan den förskräcklige på 1500-talet. När den ryske tsaren Peter den store lade sig till med titeln imperator (kejsare), ansåg han sig, likt Karl den store från Västrom på sin tid, överta en kejserlig succession från Östrom. För detta fanns det även vissa dynastiska argument: en dotter till den siste östromerske kejsaren hade gift sig med en tidigare rysk tsar. Båda väldena tillhörde dessutom den ortodoxa kristendomen. 

### Västeuropa igen
Snart uppstod frågan hur makten skulle vara fördelad mellan kyrka och stat. Påvarna hävdade att kyrkan skulle styra inte bara över religiösa frågor, utan också över världsliga ting – som att godkänna kejsare. Karl den store motsatte sig dessa krav och krävde dessutom inflytande över kyrkan, som till exempel då det gällde att utnämna biskopar. När det var dags för sonen, Ludvig den fromme, att krönas 813 satte denne själv på sig kronan för att visa vem som bestämde. Den långa följetongen om maktkampen mellan kejsarmakt och påvemakt – världslig och andlig makt – hade inletts på allvar.
Teologen Augustinus skrev på 400-talet i sin bok Om Gudsstaten hur kungar och kejsare skulle arbeta med att få människorna med sig, men han hävdade att den högsta ledningen skulle ligga hos kyrkan. När Frankerriket föll sönder på 800-talet drogs den katolska kyrkan in i stridigheter, och påvar tillsattes av furstar och kungar som stärkte sin egen makt. Katolska kyrkan behövde reformeras, men i stället för att kyrkan reformerades drogs kejsarmakt och kyrkan in i en ännu djupare strid som skulle vara i flera hundra år. I denna så kallade investiturstrid stödde biskoparna kejsarna, medan stormännen runt kejsaren stödde påven.
Efter att karolingiska riket splittrats uppkom rivalitet om kejsarkronan. Kejsarkronan hade ju till en början varit ärftlig inom Frankerriket. Nu uppstod rivalitet om vilken kung som skulle inneha kronan. Påven kunde utnyttja rivaliteten att skaffa sig inflytande. Feodalismen gjorde även att kungarnas ställning försvagades i det egna landet.
Striden mellan påvemakt och kejsarmakt slutade med kaos och uppsplittring i Tyskland under 1200-talet. Kejsarsuccessionen fortsatte dock. Redan på 900-talet flyttade kejsarmakten över från Västfranken (Frankrike) till Ostfranken (Tyskland) och det som blev Det heliga romerska riket av tysk nation, varför de tyska kejsarnas inblandning i händelserna på Apenninska halvön förklaras med tanken på ett imperium av klassisk romerskt slag och successionen från Romerska riket. Ett sådant imperium behövde behärska Italien och framför allt Rom; men genom Roms interna strider skadades kejsarmakten.
Mot senmedeltiden ökade dock kungarnas makt. Det medeltida rytteriet var inte lika allenarådande på slagfältet, och handelns betydelse ökade. Kungarna kunde söka stöd hos bönder och borgare för inrättande av nationalstater, där adelns makt begränsades, och därmed få en större kontroll över sina områden. Det gjorde att påvens möjlighet att spela ut olika kejsarkandidater mot varandra minskade och de habsburgska kejsarna kunde se till att göra kejsarämbetet ärftligt igen.
Med reformationen minskade inte bara påvens, utan även kejsarens makt i de protestantiska områdena. I princip var kejsaren härskare över hela det tyska området, men i praktiken hade han väldigt lite inflytande i de områden han inte kontrollerade. Det här kom på sikt att leda till en allt starkare uppluckring av kejsardömet.

### 1800-talets kejsare

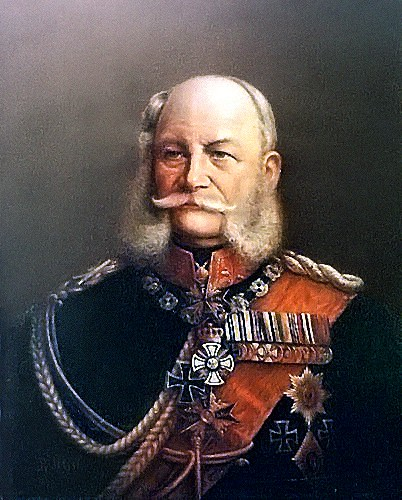
Kejsar Vilhelm I av Tyskland.

Några år efter franska revolutionen tog Napoleon Bonaparte makten i Frankrike. Kungamakten hade störtats av revolutionen som ledde till en republik. General Bonaparte störtade republiken i en statskupp och fick makten som konsul, senare konsul på livstid. Efter att ha erövrat Italien och tvingat påven till underkastelse, lät han efter en folkomröstning och påföljande kröning i Paris utropa sig 1804 till fransmännens kejsare under namnet Napoleon I. Till skillnad från den tysk-romerske kejsaren, som valdes, bestämdes att den franska kejsarkronan skulle vara ärftlig. Som svar på Napoleons tilltag, som av de gamla monarkerna i Europa sågs som en provokation, särskilt som en arvskejsare måste anses som finare än en valkejsare, utropade sig den tysk-romerske kejsaren därpå till ärftlig kejsare av Österrike, ett kejsardöme som han skapade av sina arvländer i sydöstra Tyskland (de nutida Österrike och Tjeckien), norra Italien, på Balkan samt Ungern, vars kungakrona han också hade ärvt.
Två år senare härjade Napoleons trupper i Tyskland, och det gamla Tysk-romerska riket, som redan sedan trettioåriga kriget inte var mycket mer än ett statsförbund, bröt samman. Kejsaren tvingades nedlägga romerska kejsarvärdigheten 1806, i praktiken av ganska liten betydelse, eftersom den i stort sett endast fungerade som en titel, och han knappast hade kontrollen över några områden utanför sitt eget land. Han fortsatte dock formellt att kalla sig för kejsare, vilket blev en viktig startpunkt för uppluckringen av begreppet.
Vid sin självständighet från Spanien respektive Portugal på 1820-talet blev såväl Mexiko som Brasilien till en början kejsardömen. Även i det lilla Haiti kallade sig en härskare under en kort period kejsare.
När Otto von Bismarck upprättade Tyska riket (Tyskland) 1871 blev den preussiske kungen tysk kejsare, för att han skulle ha samma värdighet som sin österrikiske rival om makten i det sammanfallna Tyska förbundet och som den besegrade Napoleon III av Frankrike. I Brittiska imperiet ville man inte vara sämre, men eftersom den brittiska kronan ansågs böra fortsätta vara kunglig såsom den alltid hade varit, skapade man 1876 i stället ett kejsardöme av sina besittningar och vasallstater i Brittiska Indien. 

### Afrika och Asien

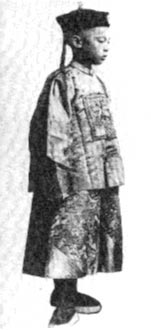
Kinas siste kejsare Puyi.

När européerna färdades ut från Europa stötte de på sina håll på mäktiga härskare. När dessa kom i kontakt med västerlandet och fick uppfattningen att kejsare var den högsta titel som fanns i Europa ansågs det självklart att deras titel skulle översättas med den högsta titel som fanns i Europa. Dessa härskares titlar kom därför att översättas till kejsare på de europeiska språken. Bland dessa riken fanns Kina (som hade styrts av en huangdi, kejsare, sedan 200-talet f.Kr.), Japan (som styrts, och fortfarande styrs, av en tenno, kejsare, sedan 600-talet), Persien/Iran (shahanshah, konungarnas konung, har ibland översatts som kejsare) och Etiopien (vars härskares titel, konungarnas konung, inspirerade till att kalla honom för kejsare). I det medeltida Europa valdes en kejsare, medan titeln i Kina och Japan varit/är ärftlig.
Centralafrikanska republikens president Jean-Bédel Bokassa utropade sig till kejsare 1976 under namnet Bokassa I, men störtades 1979, varpå landet åter blev republik.

### Västeuropa och Amerika
På den amerikanska dubbelkontinenten har det genom historien funnits tre kejsardömen, Mexiko, på Haiti och i Brasilien.

## Kejsarriken
Sedan 1800-talet har inga varaktiga nya kejsardömen tillkommit, och samtliga europeiska kejsare har under 1900-talet lämnat sina troner. I Korea blev alla kungar av Joseon (1392–1897) utnämnda till kejsare av Korea postumt när 1800-talets kejsardöme etablerades. Det enda land som för närvarande är kejsardöme är Japan.
- Persien/Iran (720 f.Kr.–1979)
- Kina (221 f.Kr–1911, 1916)
- Rom (27 f.Kr.–476 e.Kr.)
- Japan (ca 270–)
- Bysans (395–1453)
- Korea (918–1392, 1897–1910)
- Tysk-romerska riket (962–1806)
- Etiopien (1270–1755, 1855–1974)
- Inkariket (1438–1533)
- Ryssland[a] (1547–1917)
- Annam (nutida Vietnam) (1802–1945)
- Österrike (1804–1919)
- Frankrike (1804–1814, 1815, 1852–1870)
- Haiti (1804–1806, 1849–1859)
- Brasilien (1822–1889)
- Mexiko (1822–1823, 1864–1867)
- Indien (1876–1947) (under den brittiske monarken)
- Tyskland (1871–1918)
- Centralafrikanska kejsardömet (1976–1979)